# Lasionycta secedens
Lasionycta secedens là một loài bướm đêm thuộc họ Noctuidae. It has a miền Toàn bắc distribution. Bắc Mỹn populations are distributed từ Labrador, miền bắc Manitoba, và Alaska, southward tới miền bắc Maine, miền bắc Minnesota, và south-miền trung British Columbia. Phân loài bohemani xuất hiện ở bắc Eurasia, Alaska và Yukon.
Nó được tìm thấy trong rừng phương bắc, đặc biệt là đầm lầy, và có cả ban ngày và ban đêm.
Ấu trùng instar giai đoạn đầu thích ăn các lớp biểu bì của lá của Vaccinium vitis-idaea ăn nhiều loại khác lúc lớn. Tại Scandinavia chúng qua mùa đông hai lần. Tại Minnesota loài này xảy ra ở đầm lầy lớn lên với Vaccinium vitis-idaea cho thấy rằng đây là cây thực phẩm của chúng ở Bắc Mỹ.

## Phụ loài
- Lasionycta secedens secedens (từ miền đông Canada tới miền bắc British Columbia)
- Lasionycta secedens bohemani (miền bắc Eurasia, Alaska và Yukon)